# Melchior-Otto-Platz 9 (Kronach)

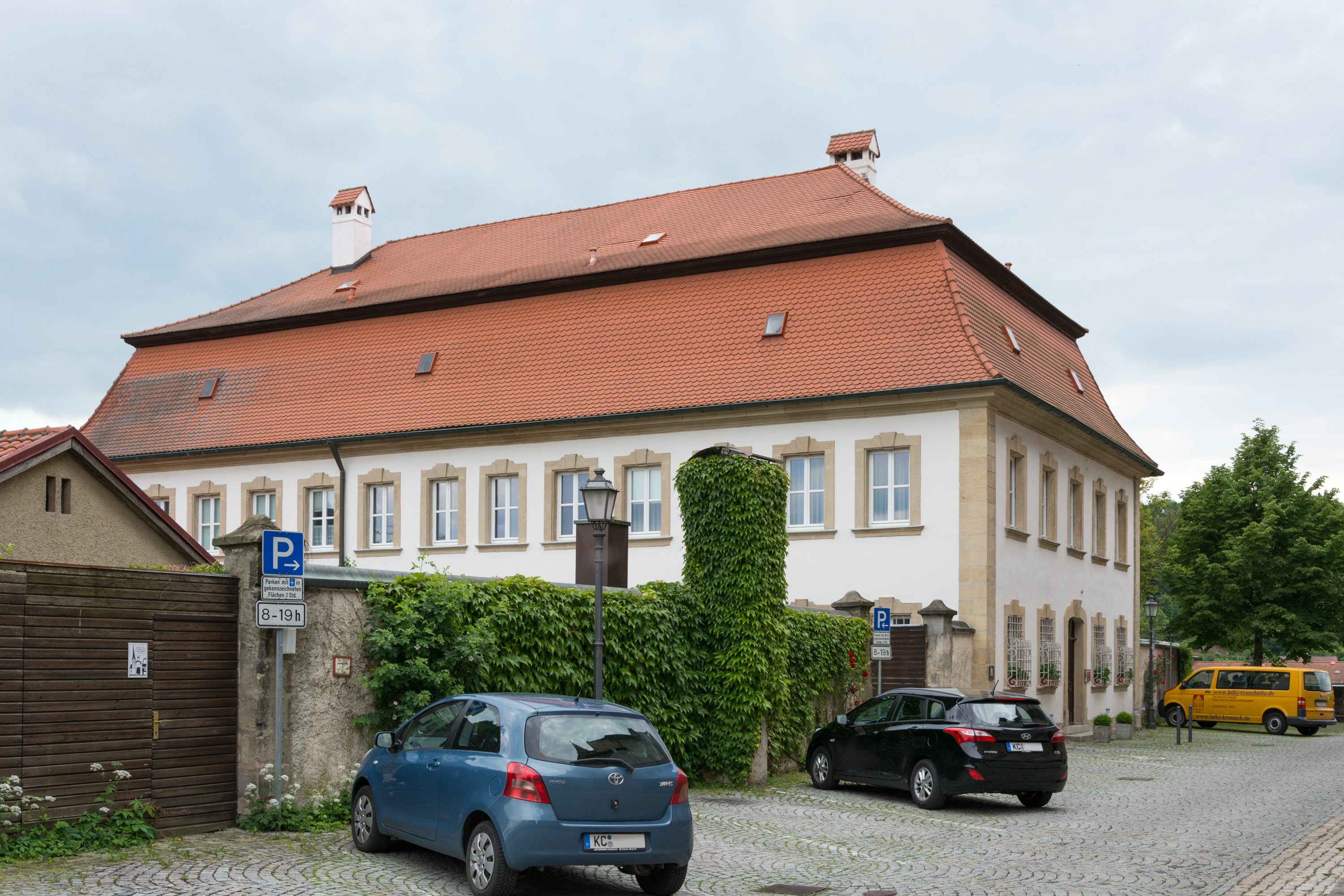
Nordostseite des Gebäudes

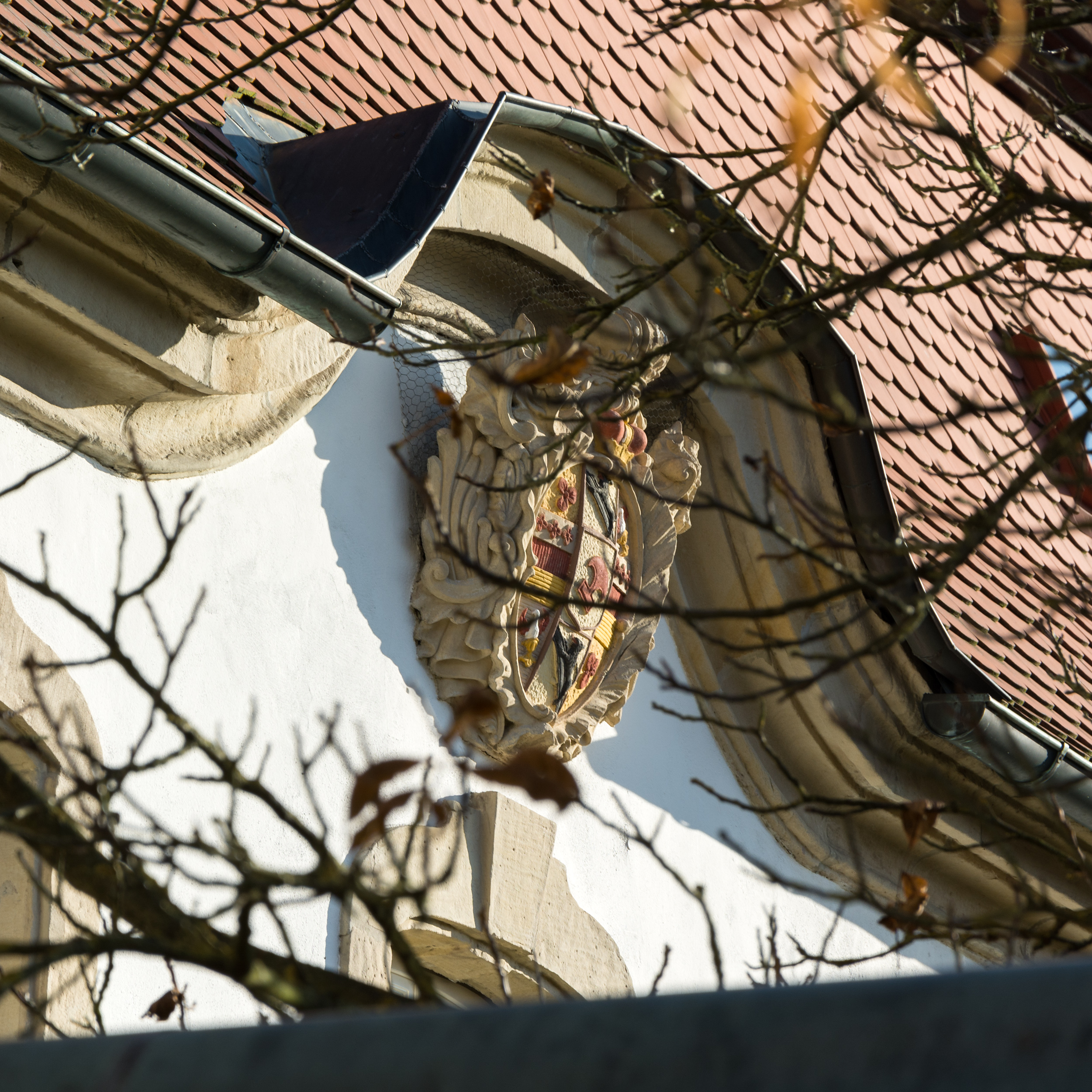
Wappen an der Westseite

Das Gebäude Melchior-Otto-Platz 9, das katholische Pfarrhaus, ist ein unter Denkmalschutz stehendes Bauwerk in der oberfränkischen Stadt Kronach.

## Lage und Beschreibung
Das Pfarrhaus befindet sich an der Südseite des Melchior-Otto-Platzes, direkt an der Südspitze der auf einem Bergsporn gelegenen Kronacher Altstadt; unmittelbar nördlich steht die katholische Stadtpfarrkirche St. Johannes der Täufer.
Bei dem Gebäude handelt es sich um einen zweigeschossigen Mansardwalmdachbau, der durch Eckpilaster und an der Westseite durch einen Mittelrisalit vertikal gegliedert ist. Im Giebel des Risalits befindet sich das Amtswappen des Bamberger Fürstbischofs Johann Philipp Anton von und zu Frankenstein.

## Geschichte
Das Pfarrhaus wurde in den Jahren 1752 bis 1755 nach Plänen von Johann Jakob Michael Küchel anstelle eines im ersten Viertel des 16. Jahrhunderts entstandenen Vorgängerbaus errichtet. Die Bauarbeiten wurden von Maurermeister Martin Mayer ausgeführt.
In der Nacht vom 8. auf den 9. Oktober 1806 übernachtete der französische Kaiser Napoleon Bonaparte in dem Gebäude. Napoleon nutzte die Stadt Kronach und deren Festung Rosenberg, die als Lager für das französische Heer diente, als Ausgangspunkt für seinen Feldzug gegen Preußen, der am 14. Oktober in die Schlacht bei Jena und Auerstedt mündete.